# Altro
Altro је студијски албум италијанске певачице Мине, објављен 1972. године. Првобитно је објављен заједно са лајв албумом Dalla Bussola, по систему 1+1, то је био први пар таквих албума у дискографији певачице.

## Списак пјесама
| №  | Назив                                     | Трајање |  |
| 1. | Non ti riconosco più                      | 4:10    |  |
| 2. | I giorni dei falò (Long Ago and Far Away) | 2:20    |  |
| 3. | Ballata d’autunno (Balada de otoño)       | 5:40    |  |
| 4. | L'amore, forse... (Ao amigo Tom)          | 2:43    |  |
| 5. | Volendo si può                            | 3:20    |  |

| №  | Назив                       | Трајање |  |
| 1. | Fate piano                  | 3:50    |  |
| 2. | Rudy                        | 3:32    |  |
| 3. | L'abitudine (Daddy's dream) | 3:19    |  |
| 4. | Amore mio                   | 3:40    |  |
| 5. | Ossessione '70              | 3:45    |  |

## Позиције на листама
| Листа (1972)              | Највиша позиција |
| ------------------------- | ---------------- |
| Италија (Musica e dischi) | 2                |